# Barów Wielki
Barów Wielki (biał. Вялі́кае Ба́рава; ros. Большое Барово) – wieś na Białorusi, w rejonie iwiejskim obwodu grodzieńskiego, około 7 km na południowy wschód od Iwia.

## Historia
W 1865 roku dobra te należały do niejakiej Ślipkowej. W XX wieku były własnością członków rodziny Sielanków herbu Syrokomla, którzy byli prawdopodobnie ostatnimi właścicielami majątku przed 1939 rokiem.
Po III rozbiorze Polski w 1795 roku Wielki Barów, wcześniej należący do powiatu oszmiańskiego województwa wileńskiego Rzeczypospolitej, znalazł się na terenie gminy Ługomowicze ujezdu oszmiańskiego guberni wileńskiej Imperium Rosyjskiego. Po ustabilizowaniu się granicy polsko-radzieckiej w 1921 roku Wielki Barów wrócił do Polski, znalazł się w gminie Ługomowicze w powiecie wołożyńskim województwa nowogródzkiego. Od 1945 roku – w ZSRR, od 1991 roku – na terenie Republiki Białorusi.
W 1865 roku wieś liczyła 42 dusze rewizyjne, w 1921 roku – 156 mieszkańców, wszyscy katolicy, w folwarku mieszkały 22 osoby, również wszyscy katolicy. W 1999 roku wieś liczyła 77 osób, a w 2009 – 30 osób.
Swą młodość w tej wsi opisuje Stanisław Spurgiasz, który tu się urodził w 1926 roku.
Półtora kilometra na południe istnieje wieś Barów Mały (biał. Мало́е Ба́рава), niegdyś własność Besarowiczów, a 9 km na południowy wschód – Barów (biał. Барава), należący w XIX wieku do dóbr Mikołajów hr. Zamoyskich.

## Nieistniejący dwór
Do 1939 roku stał tu modrzewiowy dwór zbudowany na początku XIX wieku. Był to parterowy, dziewięcioosiowy budynek na planie prostokąta, stojący na wysokiej, otynkowanej podmurówce. Po obu stronach (od strony podjazdu i ogrodu) miał duże portyki, każdy z czterema kolumnami podtrzymującymi trójkątny szczyt. Dom był przykryty naczółkowym dachem gontowym.
Majątek Wielki Barów został opisany w 4. tomie Dziejów rezydencji na dawnych kresach Rzeczypospolitej Romana Aftanazego.